# Al-Mu'tamid (Abbaside di Samarra)
Abū l-ʿAbbās Aḥmad ibn Ja'far, detto al-Muʿtamid ʿalā Allāh (in arabo أبو العباس أحمد المعتمد على الله‎?; Samarra, 844 circa – Samarra, 14 ottobre 892), fu califfo della dinastia abbaside.
Al-Muʿtamid fu califfo tra l'870 e l'892. Era figlio di al-Mutawakkil e di una schiava greca di Kufa, di nome Fityān.
Durante il regno del suo predecessore, al-Muhtadi, al-Muʿtamid fu tenuto in carcere a Samarra e fu rimesso in libertà solo dopo la deposizione di al-Muhtadi. Fu tuttavia una figura puramente simbolica, dal momento che al suo posto regnò di fatto suo fratello al-Muwaffaq, in veste di reggente, ben visto dai Turchi che gestivano di fatto l'esercito califfale e conseguentemente determinavano ogni vicenda politica ed economica.
L'incapacità di esprimere il suo nominale potere fu dimostrata quando, nell'882-3 egli cercò di abbandonare la capitale califfale di Samarra accettando l'invito di Aḥmad b. Ṭūlūn che gli aveva promesso, una volta raggiunto al-Qatāʿīʾ (la parte costruita dai Tulunidi della futura Cairo), di fargli governare da lì la Dār al-Islām.
Si diresse infatti alla volta di Raqqa ma gli uomini inviati subito dal fratello-reggente e guidati da Saʿīd b. Makhlad impedirono il trasferimento, riportando il califfo nel suo palazzo, chiamato Jawsaq al-Khāqānī (il Palazzo di Khāqān), così chiamato in onore ad Abū l-Fath Khāqān b. ʿUrtūj, che possedeva i 175 ettari circa che circondavano la reggia califfale, e al suo destino di puro e semplice simbolo di un potere che egli non esercitò mai, non potendo recuperarlo alla morte di al-Muwaffaq, dal momento che ogni potere fu assunto dal figlio del reggente, il futuro califfo al-Muʿtaḍid, nipote di al-Muʿtamid.